# 5 Brygada Saperów

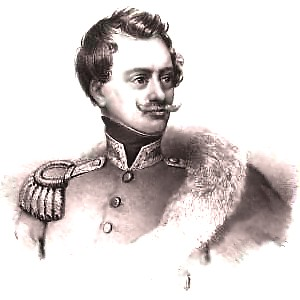
Ignacy Prądzyński- patron brygady

5 Mazurska Brygada Saperów im. gen. Ignacego Prądzyńskiego (5 BSap) – związek taktyczny wojsk inżynieryjno-saperskich Sił Zbrojnych PRL i III RP.

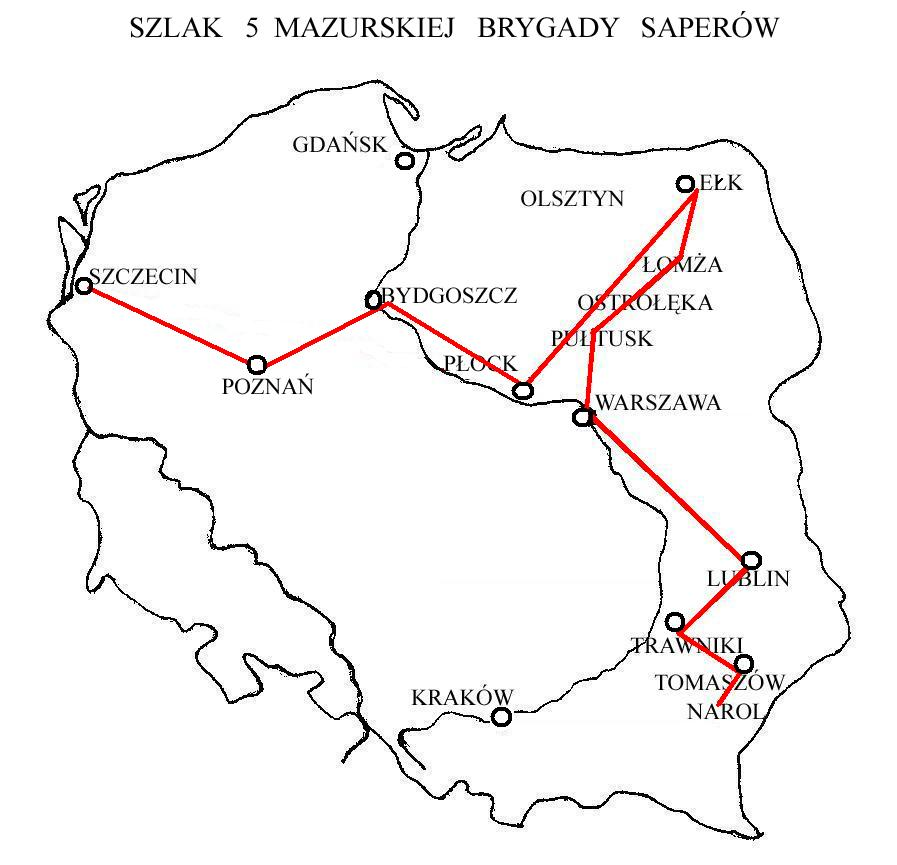
Szlak 5 Mazurskiej Brygady Saperów

## Formowanie i zmiany organizacyjne
Brygada została sformowana w październiku 1944 w Narolu na podstawie rozkazu Naczelnego Dowództwa Wojska Polskiego nr 41 z 6 października 1944 jako jednostka 3 Armii WP. Stan osobowy rekrutuje się głównie z 2-go zapasowego pułku saperów z Jarosławia. W dwa tygodnie po wydaniu rozkazu o sformowaniu brygada liczyła 16 oficerów i 5 żołnierzy, a po miesiącu już 712 żołnierzy, tj. około 45% stanu etatowego, dopiero w ostatnich miesiącach 1944 osiągnęła 91% stanu etatowego tj. 1438 żołnierzy. W grudniu 1944 brygada posiadała tylko 40% sprzętu saperskiego, braki w broni zwłaszcza broni maszynowej były jeszcze większe. Po likwidacji armii podlegała Dowództwu Wojsk Inżynieryjnych WP.
Przysięgę żołnierze brygady złożyli 7 stycznia 1945 w Trawnikach.
Sztandar, ufundowany przez społeczeństwo Ełku, wręczono 6 października 1945 w Ełku.

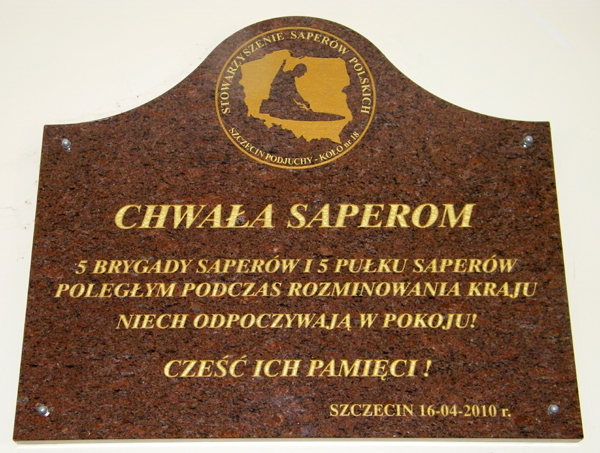
Tablica w kościele św. Stanisława Kostki w Szczecin Podjuchach

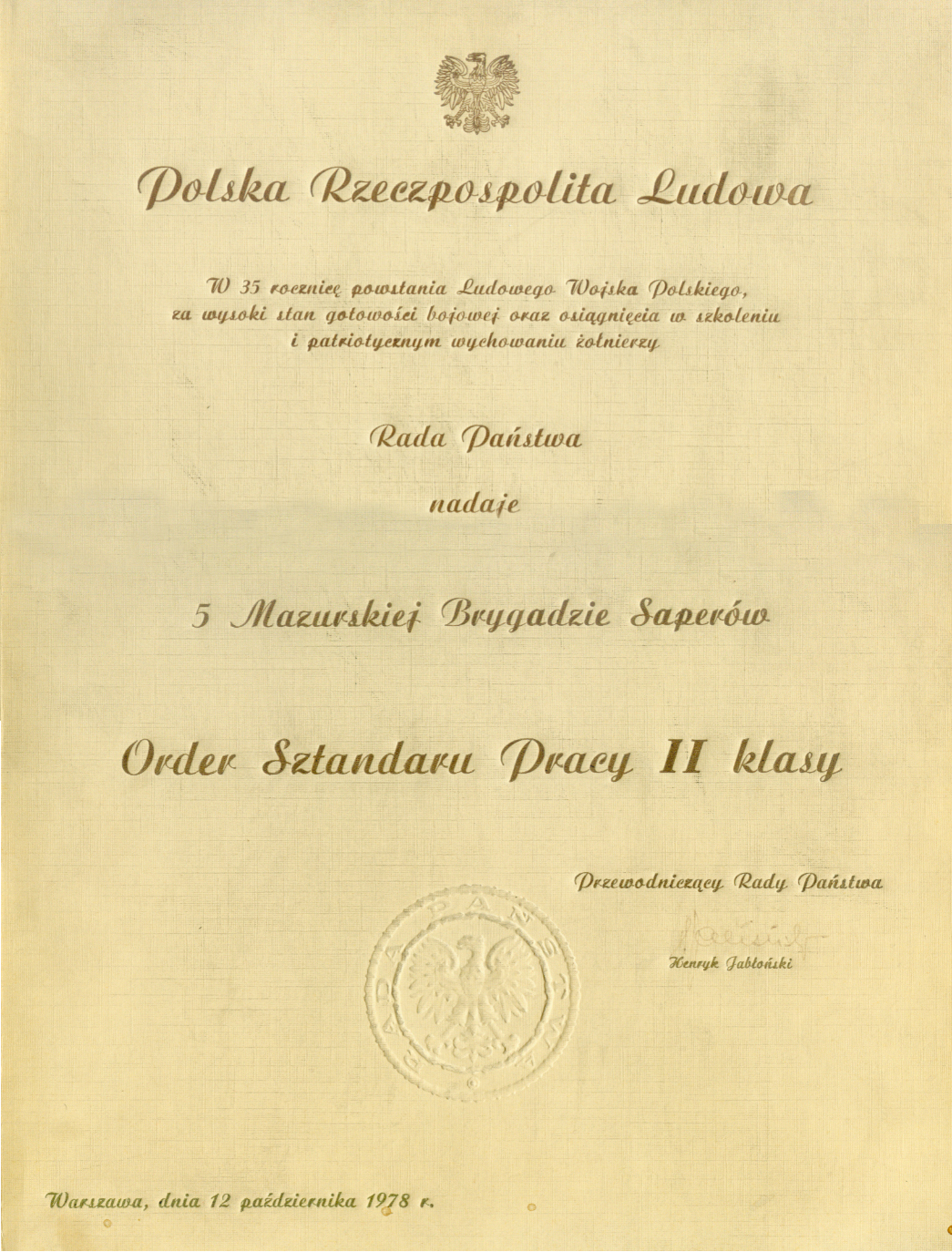
Dokument nadania tej JW Orderu Sztandaru Pracy II klasy

## Obsada personalna i struktura organizacyjna
Dowództwo i sztab
- dowódca – płk Andrzej Stonoga
- szef sztabu – ppłk Jan Matysiak do 1 kwietnia 1947, ppłk Tadeusz Wejtko do 9 lutego 1948
- kwatermistrz – ppłk Gerasim Remidowski
- zastępca szefa sztabu – ppłk Paweł Gołaszewski
- zastępca dowódcy 5 Bsap ds. tyłów – ppłk Andrzej Radkiewicz
- szef 1 oddziału sztabu – mjr Stefan Daniluk
- starszy pomocnik szefa 1 oddziału sztabu – kpt. Anatol Wesołowski
- szef 2 oddziału sztabu – mjr Mikołaj Kołowski
- starszy pomocnik szefa 2 oddziału sztabu – kpt. inż. Semen Zatułowski
- pomocnik szefa 3 oddziału sztabu – ppor. Adolf  Biernacki
- szef inżynieryjno–technicznego zaopatrzenia – kpt. inż. Sergiusz Antonienko
- szef służby chemicznej – kpt. Andrzej Nowikow
- lekarz – ordynator –  pchor. Stanisław Leszczyński

Pododdziały:
- 34 batalion saperów
- 36 batalion saperów
- 38 batalion saperów
- 39 batalion saperów
- kompania sztabowa
- kompania zwiadu
- pluton sanitarny
- park lekkich przepraw
- 3075 stacja poczty polowej

Brygada liczyła 1382 żołnierzy, w tym 152 oficerów, 336 podoficerów i 894 szeregowych.
sprzęt:
- park przeprawowy NLP – 1
- kuter BMK – 1
- samochody – 70
- min – 483

## Okres powojenny
17 stycznia 1945 brygada dostała rozkaz do natychmiastowego przemieszczenia się  do wyzwolonej Warszawy w celu jej rozminowania. Po zakończeniu prac w Warszawie, otrzymała nowe zadanie rozminowanie północno-wschodniej części Polski. Żołnierze poszczególnych batalionów rozminowali rejony województw: białostockiego, pomorskiego i olsztyńskiego. 6 października 1945 Naczelny Dowódca WP nadał 5 Brygadzie Saperów zaszczytny tytuł „Mazurska” za rozminowanie Mazur. 3 grudnia 1945 brygada do wsparcia w rozminowaniu otrzymała batalion niemieckich jeńców wojennych saperów w sile 369 ludzi. Przybyli oni do brygady z obozu jenieckiego w Prusach Wschodnich. Jeńców skierowano do Pułtuska i przydzielono do 34 batalion saperów. Zorganizowano dla nich szkolenie w zakresie organizacji i sposobów rozminowania, ponieważ w większości byli to żołnierze piechoty. Wiosną 1946 przydzielono ich do 34. (56 ludzi) i 36. (79 ludzi) batalionów saperów  brygady oraz do 46 bsap 15 Dywizji Piechoty, który brał udział w rozminowaniu Wilczego Szańca. W 5 Pułku Saperów minerami kierowali oficerowie i podoficerowie saperzy niemieccy pod nadzorem polskich dowódców pododdziałów. Pracowali w rejonach Serocka, Pułtuska, Ostrołęki, Łomży i nad Biebrzą. Straty w batalionach brygady 1946 wyniosły 20 zabitych i 22 rannych. W składzie pułku Niemcy wykonywali zadania rozminowania do 1947.
Z dniem 1 marca 1946 Brygada została przeformowana w 5 Mazurski pułk saperów. We wrześniu i listopadzie 1946 pułk przeniósł się do Szczecina, do koszar przy ul. Mickiewicza, gdzie od początku grudnia przystąpił do szkolenia bojowego. Od stycznia do marca 1947 pułk brał czynny udział w akcji przeciwpowodziowej na Odrze oraz w Chełmnie na Wiśle. W okresie od kwietnia do czerwca 1947, 460 żołnierzy na czele z dowódcą pułku biorą udział w akcji WISŁA, pułk w tym czasie zbudował  13 mostów w miejscowościach  Monastyr, Ubieszyn, Tyrawa Wołoska, Horytany, Ubieszyn. Od pierwszego lipca 1947 jednostka przystąpiła do rozminowania województwa Szczecińskiego i Pomorskiego, jednym z obiektów, które rozminowali był port w Szczecinie, usunięto tam i zniszczono: 1300 min, 21652 sztuki amunicji. Rozminowano rejon powiatów: chojeńskiego, pyrzyckiego, myśliborskiego, gryfińskiego, kamieńskiego, stargardzkiego, drawskiego. Łącznie w 1947 żołnierze 5 pułku saperów na Pomorzu Zachodnim unieszkodliwili i zniszczyli: 55121 min, 880916 sztuk amunicji. W kwietniu 1949 na rozkaz przełożonych pułk zmienił swoje miejsce dyslokacji i przeniósł się do Szczecina Podjuch, gdzie utworzono nowy garnizon. W marcu 1953 pododdziały pułku wzięły udział w akcji przeciwlodowej w Podjuchach na Regalicy.
W 1954 specjalna grupa pułku udała się do Kętrzyna w celu rozminowania byłej kwatery Hitlera.
W 1956 na początku pododdziały pułku brały udział w akcji przeciwlodowej i ochronie mostów w Ognicy.
W dalszych latach 5 pułk saperów co brał czynny udział w akcji rozminowania województwa szczecińskiego.
15 września 1961 pułk został przeformowany w 5 Mazurską Brygadę Saperów. W styczniu i lutym 1962 brygada wzięła udział w akcji przeciwpowodziowej na Odrze. Od 1974 rozpoczął się udział żołnierzy 5 Brygady w misjach pokojowych na Bliskim Wschodzie. We wrześniu 1983 Brygada otrzymała imię generała Ignacego Prądzyńskiego. W styczniu 2001 brygada została przeformowana w 5 pułk inżynieryjny.
W latach od 1958 do 1973 w koszarach 5 Brygady Saperów stacjonowała Podoficerska Szkoła Zawodowa Wojsk Inżynieryjnych nr 20, która w 1973 jako batalion szkolny weszła w skład Brygady jako jej organiczny pododdział.
Od 1966 do 1973 w brygadzie istniał 55 szkolny batalion ratownictwa terenowego składający się z dwóch kompanii inżynieryjno – saperskich w którym szkolono alumnów między innymi: arcybiskup Sławoj Leszek Głódź, biskup Henryk Tomasik, biskup  Jan Tyrawa,  ks. prałat Bogdan Górski, ks. Eugeniusz Kozok.

## Dowódcy jednostki
Dowódca brygady
- płk Andrzej Stonoga (1944–1946)

Dowódcy pułku
- płk Andrzej Stonoga (1946)
- płk Stanisław Perko (1946–1948)
- płk Anatol Wesołowski (1948–1951)
- ppłk Edward Kozłowski (1951–1953)
- ppłk Juliusz Okuniewski (1953–1954)
- mjr Adam Siekierzycki (1954–1955)
- ppłk Tadeusz Bełza (1955–1959)
- mjr Józef Kąsek (p.o. 1959–1959)
- ppłk Stefan Michałowski (p.o. 1959-1959)
- płk Stanisław Jurneczko (1959–1961)

Dowódcy brygady
- płk Stanisław Jurneczko (1961–1965)
- płk Adam Siekierzycki (1965–1974)
- płk Jan Kuźmicz (1974–1976)
- płk Zdzisław Stelmaszuk (1976-1978)
- płk Józef Soja (1978–1981)
- płk Kazimierz Górny (1981–1982)
- płk Gustaw Łasak (1982–1986)
- płk Jerzy Banatowicz (1986–1988)
- płk Marian Łuczak (1988–1993)
- płk Marian Dąbrowski (1993–1996)
- płk Stanisław Białek (1996-2000)

## Sztandary
Sztandar wojenny wzorowany na sztandarach z 1937 ufundowany przez społeczeństwo Ełku odebrał 6 października 1945 w Ełku dowódca płk Andrzej Stonoga.
Dekretem Rady Państwa z 9 listopada 1955 o znakach Sił Zbrojnych usunięto z wzoru sztandaru niemal wszystkie dotychczasowe elementy i dlatego zgodnie z powyższym dekretem 5 Mazurski pułk saperów otrzymał nowy sztandar.
Następny sztandar, według wzoru z 1993, 5 Brygada Saperów otrzymała 8 października 1994 na Wałach Chrobrego w obecności mieszkańców Szczecina i zaproszonych gości. W imieniu Prezydenta Rzeczypospolitej  Szef Biura Bezpieczeństwa Narodowego minister Henryk Goryszewski wręczył dowódcy 5 Brygady Saperów, płk. dypl. Marianowi Dąbrowskiemu sztandar ufundowany przez społeczeństwo Szczecina.
Płaty sztandaru podzielone są na cztery białe i cztery czerwone pola:
Płat prawy:
1. w centralnym polu wyhaftowany srebrną nicią symbol orła w złotej koronie w otoczeniu wieńca ze złotych liści dębowych;
2. w narożnikach pól białych złotą nicią wyhaftowano cyfrę „5” w otoczeniu wieńców z liści dębowych;

Płat lewy:
1. w polu centralnym złotą nicią wyhaftowano napis „BÓG, HONOR, OJCZYZNA” w otoczeniu wieńca ze złotych liści dębowych;
2. w narożnikach płata na polach białych:

a) od strony drzewca, widoczne są symbole: Gryfa Szczecińskiego – symbol Szczecina, miasta stacjonowania pułku, symbol odznaki pamiątkowej 5. Brygady Saperów

b)w narożnikach zewnętrznych wyhaftowane zostały inicjały imienia i nazwiska patrona pułku oraz symbol Krakowa, w którym, w okresie II Rzeczypospolitej, stacjonował 5 Pułk Saperów i 5 Batalion Saperów

c) symbole wyhaftowano w otoczeniu złotych wieńców z liści dębowych
Głowica sztandaru:

głowicę sztandaru stanowi orzeł wykonany metodą metaloplastyki, a u jego podstawy znajduje się napis 5 BSap.

### Wykaz gwoździ honorowych
1. Szef Wojsk Inżynieryjnych Sztabu Generalnego  – gen. bryg Henryk Tacik
2. Szef Wojsk Inżynieryjnych POW  – płk dypl.  Jan Polakowski
3. Dowódca JW.2241 – płk dypl. Marian Dąbrowski
4. Przodujący Oficer – kapitan Grzegorz Kłos
5. Przodujący  –  chorąży Czesław  Nowopolski
6. Przodujący Podoficer – sierż. Zbigniew Kowalewski
7. Przodujący szeregowy – st. szer. A. Piotrowski
8. Prezydent RP – Lech Wałęsa
9. Minister ON  – Piotr Kołodziejczyk
10. Szef Sztabu Generalnego – gen. broni Tadeusz Wilecki
11. Dowódca Pomorskiego Okręgu Wojskowego – gen. dyw. Tadeusz Bazydło
12. Wojewoda Zachodniopomorski – Marek Tałasiewicz
13. Prezydent m. Szczecina – Bartłomiej Sochański
14. Dowódca 5 Pułku Inżynieryjnego płk dypl Stanisław Białek – gwóźdź wbity na uroczystej zbiórce pułku po wydaniu Rozporządzenia Ministra ON o dziedziczeniu tradycji przez 5 Pułk Inżynieryjny

### Wykaz gwoździ pamiątkowych
1. 1919 Lwów
2. 1920 Kijów, Warszawa – upamiętniające udział saperów polskich w walkach o Lwów oraz w wojnie polsko-bolszewickiej;
3. 1921 Kraków – miejsce i rok sformowania 5 pułku saperów II Rzeczypospolitej;
4. 1944 Narol – miejsce i rok sformowania 5 Brygady Saperów;
5. 17.01.1945 Warszawa – udział żołnierzy 5 BSap w defiladzie  w wyzwolonej stolicy oraz początek oczyszczania Warszawy  z pozostałości wojennych;
6. 1945-1947 Warmia i Mazury – upamiętniający udział saperów 5 BSap w oczyszczaniu terenu Warmii i Mazur.
7. płk Stanisław Perko – oficer łączący historię 5. Pułku Saperów (Dowódca VI batalionu saperów 5 psap w latach 1923–1926) z historią powojenną (dowódca 5 pułku saperów w latach 1946–1948).

### Chrzestni sztandaru
1. płk rez. A. Biernacki
2. ppłk w st. spocz. Tadeusz Ząbik.
3. K. Fulmyk, członek Rady Miasta Krakowa występujący w imieniu Prezydenta Miasta Krakowa
.

- Pierwszy sztandar 5 Brygady Saperów z 1945

|  |  |

- Drugi sztandar 5 Brygady Saperów z 1958

|  |  |

- Trzeci sztandar 5 Brygady Saperów z 1994

|  |  |

## Odznaka pamiątkowa
minister obrony narodowej  Decyzją   z 1994 zatwierdził wzór odznaki pamiątkowej i wzór legitymacji wraz  z  regulaminem stanowiącym podstawę jej nadawania.
Odznaka jest wzorowana na przedwojennej odznace 5. Pułku Saperów. Na okrągłej czarnej tarczy, z wystającą poza jej strzałkę u podstawy w całości obwiedzionej szkarłatnym obramowaniem, wpisany został centralnie herb Szczecina – głowa gryfa w złotej koronie zwrócona w lewo, obramowana wąską niebieską linią. Symetrycznie z lewej i prawej strony tarczy na wysokości podstawy gryfa, umieszczone są dwie daty: „1921” – rok powstania 5. Pułku Saperów i „1944” – rok powstania 5. Brygady Saperów, które mają symbolizować etapy i ciągłość dziedzictwa tradycji jednostki. W pole podstawy tarczy w kształcie strzałki wpisano cyfrę „5” utrzymaną również w kolorze szkarłatnym. Na drugim planie – w tle umieszczone zostały elementy związane z tradycją, charakterystyczna dla wojsk saperskich II RP: kotwica, skrzyżowane u dołu – kilof z lewej i wiosło z prawej strony, a na górze – bosak z lewej i wiosło z prawej strony, uzupełnione dwoma karabinkami wystającymi poza obręb tarczy.
Odznaka wykonana jest techniką warstwową  z nierdzewnego metalu barwy srebrzystej lub patynowana, natomiast powierzchnia tarczy wraz z umieszczonymi tam symbolami jest pokryta emalią. Wymiary odznaki: wysokość 4,3 cm, szerokość 3,5 cm.

## Odznaczenia i odznaki
- 1966.01.17  Złota Odznaka honorowa „Zasłużony dla Warmii i Mazur”
- 1968.07.22  Złota Odznaka Za zasługi w zwalczaniu powodzi
- 1978.10.12  Złoty Medal „Za Zasługi dla Pożarnictwa”
- 1978.10.12  Order Sztandaru Pracy II klasy
- 1981.09.17  Medal „Za Zasługi dla Ligi Obrony Kraju”
- 1981.10.12  Odznaka „Za zasługi w zwalczaniu powodzi”
- 1982.04.16  Krzyż „Za Zasługi dla ZHP”
- 1985.01.17  Złoty Medal „Zasłużony dla Wojsk Inżynieryjnych"
- 1985.01.17  Złota odznaka „Za zasługi dla OHP"
- 1985.05.14  Złota Odznaka Honorowa Towarzystwa Przyjaźni Polsko-Radzieckiej
- 1988.08.23  „Za Zasługi dla POW"
- 1994. Znak Honorowy Sił Zbrojnych Rzeczypospolitej Polskiej
- 1994.10.07  Medal „Za Zasługi dla Wyższej Szkoły Oficerskiej Inżynierii wojskowej”
- 1996.01.09  Odznaka honorowa „Zasłużony Białostocczyźnie”
- 1996.04.02  Odznaka „Za Zasługi dla Województwa Suwalskiego”
- 1997.03.17  Medal „Za Zasługi dla Województwa Ciechanowskiego"
- 1998.12.18  odznaka „Za Zasługi dla Województwa Ostrołeckiego"

## Relacje
Po krótkim przeszkoleniu sapersko-minerskim rozpoczęto pod koniec grudnia 1944 przygotowania do przysięgi. Na pierwszym planie programu było szkolenie z musztry i tylko z musztry, aż do znudzenia. W tym trudnym okresie dowódcami plutonów, kompanii i batalionów byli oficerowie z Armii Radzieckiej, którzy w większości nie znali języka polskiego. Mieli poważne trudności w podawaniu komend według polskiego regulaminu. Na  kilka dni przed przysięgą przybył do sztabu brygady prawdziwy polski oficer. Kiedy stanął przed frontem pododdziałów przedstawił się jako podporucznik Andrzej Wasilewski. Zrobił na wszystkich saperach ogromne wrażenie. Był  umundurowany w polski mundur oficerski z wszystkimi oznakami oficera przedwojennej armii polskiej. Wszystkie komendy podawał zgodnie z regulaminem WP. Byliśmy dumni z tego, że właśnie on, ppor. Wasilewski przygotowywał nas do tej ważnej w życiu przysięgi wojskowej. I nadszedł upragniony dzień 7 stycznia 1945 Cały stan osobowy 5 Inżynieryjnej Brygady Saperów składał w Trawnikach koło Lublina uroczystą przysięgę, którą przyjął zastępca Naczelnego Dowódcy Wojska Polskiego gen. Aleksander Zawadzki. Wystąpił do nas z przemówieniem. Po raz pierwszy w życiu zobaczyłem polskiego generała, w polskim mundurze, który mówił polskim językiem. Tego nie da się zapomnieć. To było przemówienie skierowane bezpośrednio do serc żołnierskich, do polskich saperów. Niektórzy płakali ze wzruszenia. Było ono nam bardzo potrzebne, pokrzepiające ducha, bo czasy były ciężkie i trudne, wyżywienie kiepskie, mundury drelichowe, ciepłej bielizny nie było, a zima sroga. Po tym przemówieniu poczuliśmy się w pełni wartościowymi żołnierzami naszej armii.